# Quatre pour un loyer

Quatre pour un loyer est une série télévisée française en vingt-six épisodes de 26 minutes réalisé par Georges Barrier, tournée en 1990, et diffusée du 5 janvier 1995 au 17 mars 1995 sur TF1.

## Synopsis
Tout les oppose sauf une chose : paraître riche alors qu'il ne le sont pas...
Alexandre, François, Christelle, Philippe emménagent dans un superbe appartement avec un seul but : faire fortune. Mais la cohabitation s'avère difficile... 

## Distribution

### Distribution principale
- Éric Métayer : Philippe
- Laure Sabardin : Christelle
- François Bourcier : Alexandre
- Stéphane Bierry : François

### Distribution secondaire
- Axelle Abbadie
- Bruno Allain
- Marianne Anska
- Marianne Assouline
- Cécile Auclert
- Madeleine Barbulée
- Maurice Barrier
- François Berland
- Jean-Pierre Bisson
- Jean-Paul Bordes
- Roger Carel
- Alain Chevallier
- Denis Chérer
- Jean-Pierre Chérer
- Jean Dalric
- Julia Dancourt
- Jean-Claude Dauphin
- Georges Descrières
- André Falcon
- Nadia Farès
- Nathalie Fougéa
- Jacques Giraud
- Patrick Guillemin
- Christophe Guybet
- Florence Guérin
- Nathalie Guérin
- Marine Jolivet
- Catherine Lachens
- Michèle Laroque
- Gérard Lartigau
- Laurent Le Doyen
- Valérie Leboutte
- Gérard Lecaillon
- Roland Lesaffre
- Pauline Macia
- Patricia Malvoisin
- Axelle Marine
- Michel Massard
- Patrice Melennec
- René Morard
- José Paul
- Christian Pereira
- Michel Peyrelon
- Patrick Préjean
- Thierry Redler
- Delphine Rich
- Valérie Rojan
- Rémy Roubakha
- Terry Shane
- Nadine Spinoza

## Épisodes
1. L'union fait la force
2. Abus de pouvoir
3. Superman
4. Un enfant dans le dos
5. La perfide Albion
6. Le travail et le plaisir
7. La fille à papa
8. trois hommes et un top
9. Changement de statue
10. Le client est roi
11. Le routier sympa
12. Coup double
13. Un lit pour trois
14. La veuve était en blanc
15. L'art et la manière
16. Bas les masques
17. Le scrutin de Chavignolles
18. Petit fours et cambriole
19. Œil pour œil
20. Collection en privé
21. Un de perdu trois de retrouvés
22. Pertes et profits
23. (titre inconnu)
24. L'empire du milieu
25. Le baron se marie
26. Si ce n'est toi c'est donc ton frère